# Ong Ye Kung

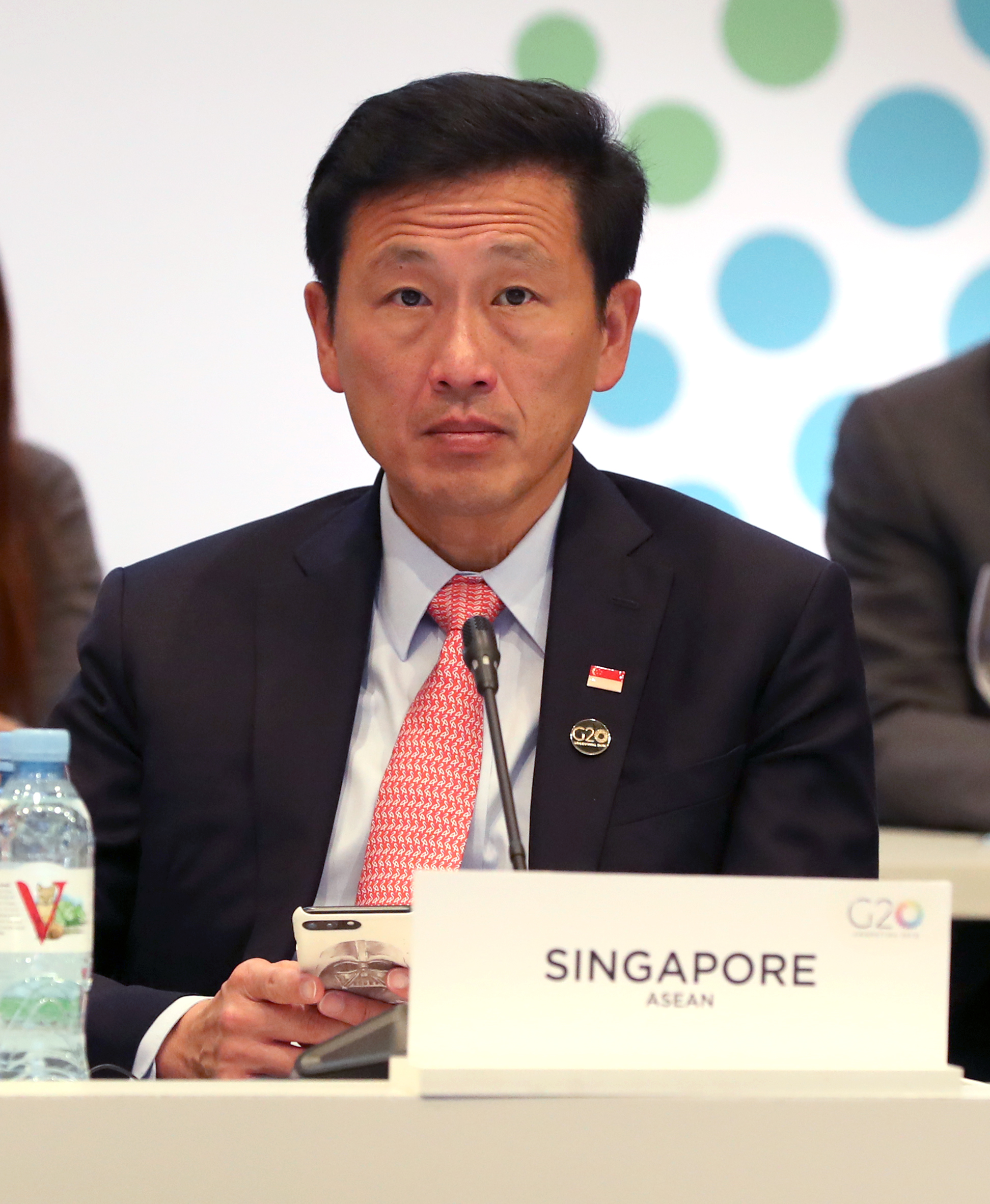
Ong Ye Kung, 2018

Ong Ye Kung (chinesisch 王乙康, Pinyin Wáng Yǐkāng, Pe̍h-ōe-jī Ông It-khong, Tamil ஓங் யீ கங்; * 15. November 1969) ist ein Politiker der People’s Action Party (PAP) in Singapur, der seit 2015 Mitglied des Parlaments ist sowie mehrmals Minister war. Von 2015 bis 2018 war er Bildungsminister, ab 2020 Verkehrsminister und seit 2021 ist er Gesundheitsminister.

## Leben
Ong Ye Kung begann nach dem Besuch des Maris Stella High School (MSHS) und des Raffles Junior College ein Studium im Fach Wirtschaftswissenschaften an der London School of Economics and Political Science (LSE), das er 1991 mit einem Bachelor of Science (B.Sc. Economics) mit höchster Auszeichnung beendete. Er war zwischen 1993 und 1997 Mitarbeiter im Kommunikationsministerium sowie von 1997 bis 2003 Pressesekretär des damaligen stellvertretenden Premierminister Lee Hsien Loong. Während dieser Zeit begann er ein postgraduales Studium im Fach Betriebswirtschaftslehre am International Institute for Management Development (IMD) in Lausanne, welches er 1999 mit einem Master of Business Administration (MBA) beendete. Er war zwischen 2003 und 2005 Erster Privatsekretär von Lee Hsien Loong, der am 12. August 2004 das Amt des Premierministers übernahm. Er war zeitweise auch stellvertretender Chefunterhändler Singapurs für das Freihandelsabkommen mit den USA sowie von 2005 bis 2008 Chief Executive Officer (CEO) der Agentur für Personalentwicklung WDA (Singapore Workforce Development Agency). Während dieser Zeit leitete er zahlreiche Initiativen zum Aufbau der Infrastruktur für Weiterbildung und Ausbildung. Anschließend fungierte er zwischen 2008 und 2012 als Stellvertretender Generalsekretär des Nationalen Gewerkschaftskongresses NTUC (National Trades Union Congress) und als solcher zuständig für die Überwachung der Beschäftigungs- und Beschäftigungsbefähigungsprogramme der Arbeiterbewegung. Daraufhin war er von 2013 bis 2015 als Direktor für Gruppenstrategie des Mischkonzerns Keppel Corporation und trug als solcher die Verantwortung für die Überwachung der langfristigen strategischen Planung der Aktivitäten des Konzerns.
Am 11. September 2015 wurde Ong Ye Kung für die People’s Action Party (PAP) im Gruppenvertretungswahlkreis (Group Representation Constituency) Sembawang GRC erstmals Mitglied des Parlaments und vertritt diesen Wahlkreis seither. Bereits kurz nach seiner Wahl übernahm er sein erstes Regierungsamt im Kabinett von Premierminister Lee Hsien Loong und fungierte vom 1. Oktober 2015 bis zum 31. Oktober 2016 sowohl als Senior-Staatsminister im Verteidigungsministerium als auch als kommissarischer Minister für Hochschulbildung und Kompetenzen. Im Anschluss war er zwischen dem 1. November 2016 und dem 30. April 2018 in Personalunion Zweiter Verteidigungsminister sowie Minister für Hochschulbildung und Kompetenzen. Seit dem 1. Mai 2018 ist er Bildungsminister (Minister for Education).
Aus seiner Ehe mit Diana Kuik Sin Leng gingen zwei Kinder hervor.